# Volkert Overlander
Mr. Volkert Overlander (ook Volcker(t) Overlander) (Amsterdam, 7 oktober 1570 - Den Haag, 18 oktober 1630) was een edelman, rechtsgeleerde, reder, koopman en een Amsterdamse regent uit de Gouden Eeuw.
Overlander werd geboren als zoon van Nicolaes Overlander en Catharina Sijs. Hij studeerde rechten aan de Universiteit van Leiden en promoveerde aan de Universiteit van Bazel in 1595. Overlander trouwde in 1599 met Geertruid Hooft. Uit dit huwelijk werden tien kinderen geboren, onder wie Maria en Geertruid Overlander (1609–1634). Maria huwde met Frans Banning Cocq, en Geertruid met Cornelis de Graeff. Zijn zuster Gertruid (1577–1653) huwde met Geertruids broer Pieter Jansz Hooft. 
Overlander bewoonde het huis De Dolphijn, een grachtenpand aan de Singel. Tussen 1614 en 1621 was hij raad bij de Admiraliteit van Amsterdam. Hij was ook benoemd tot een van de commissarissen van de Amsterdamse Wisselbank.
In 1618 kocht hij de hoge heerlijkheid Purmerland en Ilpendam. Hij liet in 1622 het slot Ilpenstein, niet ver van Ilpendam, bouwen op een oude, in het begin van de Tachtigjarige Oorlog opgeworpen, schans.
In 1620 werd hij door Jacobus I van Engeland tot ridder verheven.
Overlander werd in 1621 en opnieuw in 1628 benoemd tot Amsterdamse burgemeester. Ook was hij in Den Haag tussen 1628 en 1629 gecommitteerde ter Staten van Holland en West-Friesland voor Amsterdam.
Overlander werd voor een fiscaal vermogen van 150.000 gulden aangeslagen.